# カリフォルニア州の旗

カリフォルニア州の旗

カリフォルニア州の旗（カリフォルニアしゅうのはた）は、アメリカ合衆国カリフォルニア州の州旗。カリフォルニア共和国の旗として熊がデザインされた旗。1911年に正式に州旗として制定された。白地で、下部に赤い帯があしらわれ、左上に赤い星、中央にグリズリー熊が緑草の上に立っている図柄。この熊はカリフォルニア・グリズリーで、現在は絶滅している。熊の下に「カリフォルニア共和国」（California Republic）と言う文字が入る。

?メキシコのアルタ・カリフォルニアでの1836年の反乱の旗
?カリフォルニア共和国の国旗（1846年まで）
?カリフォルニア共和国の国旗（1846年）